# 科尔代农斯
科尔代农斯（義大利語：Cordenons），是意大利弗留利-威尼斯朱利亚大区波代诺内省的一个市镇。总面积56平方公里，人口18485人，人口密度330.1人/平方公里（2009年）。ISTAT代码为093017。